# Locomotiva RhB Ge 4/4 82
La locomotiva Ge 4/4 82 della Ferrovia Retica, detta anche "Coccodrillo del Bernina" (in tedesco Berninakrokodil) era una locomotiva elettrica costruita in esemplare unico per l'uso sulla ferrovia del Bernina a scartamento metrico.

## Storia
La locomotiva fu costruita nel 1928 dalla SLM di Winterthur, con parte elettrica fornita dalla SAAS, e consegnata alla società Berninabahn (BB) per l'esercizio sulla linea del Bernina.
Nel 1944, con la cessione della linea alla Ferrovia Retica (RhB), la locomotiva, fino ad allora identificata con la sola numerazione 82, ottenne la nuova classificazione RhB Ge 4/4 82, mutata nel 1961 in Ge 4/4 182.
La macchina spese l'intera sua carriera sulla linea del Bernina, unica della rete sociale elettrificata a corrente continua alla tensione di 1000 V. Venne ritirata dal servizio nel 1977 ed esposta al Museo svizzero dei trasporti di Lucerna fino al 1981.
Nel 1984 venne venduta alla ferrovia-museo della Mure, in Francia, dove però rimase accantonata ed esposta alle intemperie fino al 2000, quando venne acquistata da un gruppo di appassionati di Poschiavo, che la riportarono sulla linea del Bernina iniziandone il restauro.
Dal 2010 la locomotiva è nuovamente attiva ed utilizzata per treni storici e rievocativi.

## Caratteristiche
Si tratta di una locomotiva elettrica di rodiggio Bo'Bo', con la cassa caratterizzata da due avancorpi a cui si deve il soprannome "Coccodrillo".
La tensione di alimentazione, in origine di 700 V a corrente continua, fu elevata nel 1935 a 1000 V; analogamente la potenza passò da 600 CV a 760 CV.
Nei primi anni, e fino al 1946, la locomotiva presentava due enormi spartineve la cui utilità si rivelò però limitata a causa della sua limitata massa aderente.